# RhB ABe 4/16 - Capricorn
De ABe 4/16 - Capricorn is een vierdelig EMU-treinstel als Regional-Triebzug (RTZ), waarvan de Rhätische Bahn (RhB) een totaal van 56 stuks bij Stadler Rail heeft besteld. Ze worden sinds 2020 volgens schema door de RhB ingevoerd in de dienst. De eerste levering vond plaats op 15 april 2019 in de fabriek in Stadler Altenrhein. Het eerste treinstel werd op 27 juni 2019 in Landquart geleverd en vervolgens onderworpen aan verschillende tests. Rhb noemt de treinstellen, naar het heraldische dier Steenbok, "Capricorn". Deze naam werd bepaald na een wedstrijd.

## Geschiedenis
Op 4 april 2015 gaf de RhB de aanbesteding uit voor 27 Flügelzügen RTZ. Er stond reeds een optie van 19 extra treinstellen gepland, die eind 2016 werden besteld; slechts 6 maanden eerder, was voor de oorspronkelijke 27 treinstellen opdracht gegeven. Met de goedkeuring van de nieuwe 2030-strategie,  heeft het kanton Graubünden aan de RhB het groene licht gegeven om nog 20 treinstellen van de Capricorn te bestellen, hetgeen het aantal op 56 treinstellen brengt. De aanschaf betreft de grootste uit de geschiedenis van de RhB en het ontwerp ervan is in april 2021 bekroond met de prijs Red Dot Award: Product Design 2021.

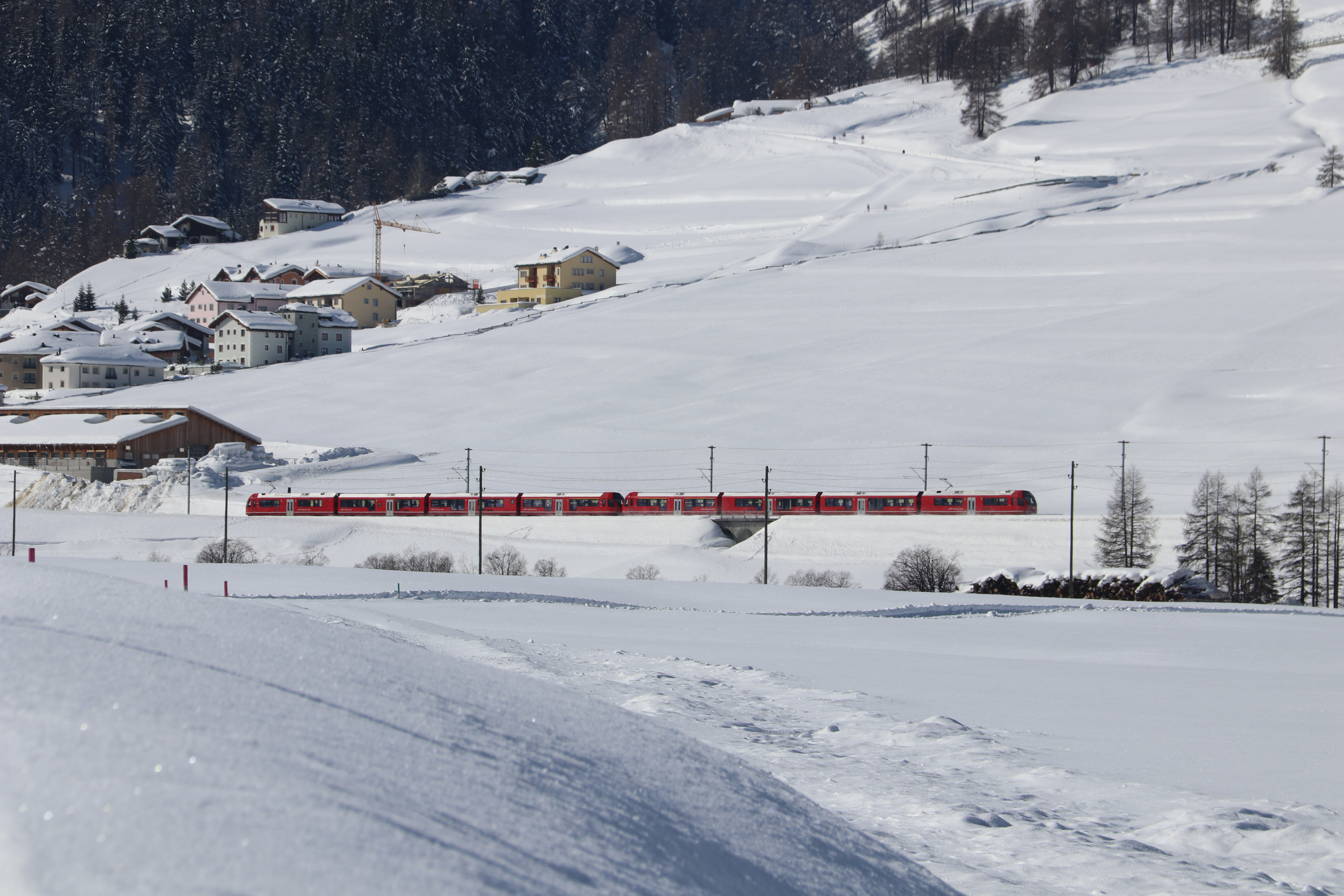
Geschakelde Capricorn-treinstellen 3111 en 3112 onderweg van Landquart naar St. Moritz

## Flügelzug Betrieb
De treinstellen zijn bedoeld voor het zg. Flügelzug Betrieb. De naam Flügelzug (vleugeltrein) werd gekozen omdat de treinstellen naar Prättigau en Engadin moeten rijden en in Klosters worden geflügeld, d.w.z. zij worden gescheiden in twee sub-treinen of herenigd, volgens een reeds lang gebruikt principe bij de Nederlandse Spoorwegen, en dat wegens te grote storingsgevoeligheid grotendeels verlaten is. 
Het Flügelzug-concept is een voor Zwitserland nieuw begrip, ook voor de passagiers onbekend, waardoor deze eraan zullen moeten wennen niet in het verkeerde treinstel te stappen. Vooral bij de vele toeristen zal dit een probleem kunnen vormen. Ook wordt met informatieborden op de stations op deze wijze van reizen gewezen, terwijl in de treinstellen ook informatieteksten klinken.

## Naamgeving
De naam Capricorn (Steenbok) werd gekozen uit de inzendingen van een prijsvraag voor het bedenken van een naam. Zoals alle locomotieven en treinstellen van de RhB een serie-wapen dragen aan de voor- en achterkant, draagt deze serie nu dit Capricorn-wapen.
De treinstellen hebben afzonderlijke namen gekregen:

- 3111 - Piz Ela (kleur: rood)
- 3112 - Schesaplana (kleur: rood)
- 3113 - Calanda (kleur: rood)
- 3133 - Piz Palü (kleur: champagne)

## Gebruik
De treinstellen waren voornamelijk ontworpen voor het hoofdnetwerk. De belangrijkste toepassingsgebieden zijn de lijnen Landquart-Davos(-Filisur), Landquart-Scuol, Landquart-St. Moritz, Pontresina-Scuol en Chur-Disentis. Een inzet op de Chur S-Bahn staat ook gepland. Verschillende testritten met de 3113 werden uitgevoerd op de lijn Chur-Arosa, maar de treinstellen zijn niet bedoeld om te rijden op deze lijn. Op 17 juni 2020 werd treinstel 3111 als eerste op tijd in gebruik genomen. Deze rijdt op de lijn Landquart-Davos-Filisur.
Op 9 oktober 2020 werd dit eerste treinstel in Filisur Piz Ela gedoopt.

## Opbouw
Het vierdelige treinstel bestaat uit een motorwagen, twee tussen rijtuigen en een stuurstandrijtuig. Het treinstel heeft 35 zitplaatsen in de eerste klasse, 129 in de tweede klasse en twee rolstoelplaatsen. In totaal zijn er 164 zitplaatsen beschikbaar. Vergeleken met RhB ABe 4/16 - Allegra, bevat de motorwagen alleen tweede klasse zitplaatsen. De motorwagen is het enige voertuig dat niet als lagevloer-wagen is uitgevoerd.
De twee middelste wagons hebben ook alleen tweedeklas plaatsen. In beide bevindt zich er een multifunctioneel compartiment evenals een toilet voor gehandicapten en in de andere wagon een ander toilet, dat niet toegankelijk is voor gehandicapten.
De stuurstandwagen is alleen een eerste klasse wagen. Vanuit het compartiment achter de bestuurderscabine is net als bij de Allegra ook hier een ruit geplaatst, waardoor men door de bestuurderscabine kan meekijken. Ook in de motorwagen kunnen de passagiers door een ruit over de schouders van de bestuurder mee kijken. In de beide cabines van de bestuurder zijn camera's geïnstalleerd met uitzicht op de route, waarvan de beelden kunnen worden getoond in de passagiersruimte.

## In bedrijf
De treinstellen hebben automatische Schwab-koppelingen aan de voor- en achterkant, waardoor een snelle koppeling en ontkoppeling van extra meerdere treinstellen mogelijk is. De ontkoppeling moet dan hoofdzakelijk in Prättigau worden gebruikt. In bedrijf kunnen maximaal vier treinstellen aan elkaar worden gekoppeld en bestuurd, wat resulteert in een 300 meter lange trein met een capaciteit van 688 zitplaatsen. Het is nog niet bekend wanneer het FBZ-concept in werking zal treden.